# Glaciar Gannett
O glaciar Gannett  é o maior dos glaciares dos Estados Unidos situados nas Montanhas Rochosas. Encontra-se nas encostas norte e leste do Pico Gannett, o ponto mais alto do estado de Wyoming, que se situa no interior da Floresta Nacional de Shoshone.
Tal como a maioria dos glaciares, o glaciar Gannett está a desaparecer lentamente. As evidências fotográficas mostram claramente que ocorreu uma grande redução na área coberta pelo glaciar desde a década de 1920. Estima-se que em 1950 a área coberta pelo glaciar Gannett fosse cerca de 4,6 km² e em 1999 a área medida era de apenas 3,63 km². Medições efectuadas em 1958 e repetidas em 1983, evidenciaram uma redução de 18.6 m na espessura do gelo em 25 anos.
Numerosos outros glaciares localizam-se na vizinhança imediata do glaciar Gannett, incluindo seis de entre os dez maiores das Montanhas Rochosas dos Estados Unidos.